# تجمع ۲۲ خرداد ۱۳۸۵
تجمع ۲۲ خرداد ۱۳۸۵ در میدان هفت تیر تهران در اعتراض به نقض حقوق زنان در قوانین ایران برگزار شد. این تجمع با برخورد فیزیکی پلیس ایران روبرو شده و ده‌ها نفر از شرکت کنندگان همان روز بازداشت شدند.
این تجمع به دعوت تعدادی از فعالان جنبش زنان در ایران برگزار شده و با حمایت طیف وسیعی از زنان با نظرات و اعتقادات سیاسی و مذهبی مختلف، فعالان دانشجویی و سندیکایی روبه‌رو شد.
اولین تجمع فعالان حقوق زنان در ۲۲ خرداد سال ۱۳۸۴، چند روز پیش از انتخابات ریاست جمهوری نهم برگزار شد و بدون درگیری و دخالت پلیس پایان یافت. تجمع ۲۲ خرداد ۱۳۸۵ در سالگرد تجمع اول برپا شد. پس از آن، روز «۲۲ خرداد» در میان فعالان حقوق زنان در ایران «روز همبستگی زنان» نام گرفته‌است. همچنین تشکیل کمپین یک میلیون امضا از نتایج عملی این تجمع بود. پلاکاردهای تجمع کنندگان حاکی از خواست وضع قوانینی برای منع تعدد زوجات، برابری حقوق زنان و مردان در مواردی مانند طلاق و حضانت و سرپرستی فرزندان بود.
به گفتهٔ جلوه جواهری فعال حقق زنان، تجمع سال ۱۳۸۵ در شرایط کاملاً متفاوتی نسبت به تجمع سال پیش برگزار شد. «در شرایطی که دولت تغییر کرده بود و بسیار بسته‌تر عمل می‌کرد و تشکل‌های غیردولتی عقب‌نشینی کرده بودند. تکرار این تجمع در این شرایط نشان می‌داد که این خواسته، فرادولتی است و ما به این که چه دولتی بر روی کار آمده کاری نداشتیم. اگر سال ۸۴ نیز این اتفاق افتاده بود، برای این بود که بگوییم ما باید از هر فرصتی استفاده کنیم و استفاده نیز خواهیم کرد.»
به گزارش ادوارنیوز، نزدیک به ۵۰۰۰ نفر در این تجمع حضور داشتند.
این تجمع با برخورد نیروهای انتظامی و امنیتی با کمک پلیس‌های زن مواجه شد و شرکت کنندگان اعم از زن و مرد بازداشت و ضرب و شتم قرار گرفتند.در میان نیروهای انتظامی، افراد لباس شخصی و افسران پلیس زن با مانتوهای سبز رنگ وجود داشتند و پلیس مجهز به باتوم و گاز اشک آور و گاز فلفل بود.
در پی این رویداد دو دسته شکایت به موازات هم مطرح شد. تعدادی از شرکت کنندگان تجمع به دفتر شیرین عبادی رفته و به وی وکالت دادند. چند از تن از وکیلان از جمله شیرین عبادی، نسرین ستوده و علی کرمی شکایتی را علیه نیروی انتظامی به دلیل اقدام غیرقانونی مطرح کردند و درخواست ارائه نظر پزشکی قانونی کردند. پزشکی قانونی آثار ضرب و جرح را روی بدن تجمع کنندگان تأیید کرد. به گفتهٔ نسرین ستوده، «بازپرسی مربوطه سه بار نماینده نیروی انتظامی را برای توضیح احضار کرد، اما هر سه بار نماینده نیروی انتظامی از حضور در مرجع قضایی خودداری کرد.» به گفتهٔ شیرین عبادی، «این تجمع مسالمت‌آمیز بود و به استناد اصل ۲۷ قانون اساسی جمهوری اسلامی احتیاج به مجوز هم ندارد. بر فرض هم که معتقد باشد کسی باید مجوز قانونی را بگیرند، باز هم پلیس حق نداشت با خانم‌ها با این خشونت رفتار کند، زیرا وظیفه پلیس حفظ امنیت و حقوق شهروندی است، نه ضرب و شتم مردم.» از سوی دیگر، بسیاری از تجمع کنندگان بازداشت شدند که گرچه به تدریج آزاد شدند اما برای آن‌ها پرونده قضایی تشکیل شد.
به گفتهٔ وزیر دادگستری ایران تعداد بازداشت شدگان بیش از ۶۰ نفر بوده و ۴۲ تن از آن‌ها زن بودند. از این افراد می‌توان به علی‌اکبر موسوی خوئینی (نماینده پیشین مجلس)، دلارام علی (مددکار و فعال اجتماعی)، ژیلا بنی‌یعقوب (روزنامه‌نگار)، بهمن احمدی امویی (روزنامه‌نگار)، بهاره هدایت (فعال دانشجویی)، عاطفه یوسفی (فعال دانشجویی)، معصومه لقمانی (فعال دانشجویی) اشاره کرد.
در واکنش به برخوردهای صورت گرفته با این تجمع، چند روز بعد ۶۲۲ نفر از طیف‌های مختلف سیاسی، اجتماعی و دانشجویی ایران بیانیه‌ای مشترک نوشته و حمله خشونت‌آمیز به تجمع آرام زنان را محکوم کردند و خواستار برخورد قانونی با عاملان خشونت علیه تجمعات مسالمت‌آمیز شدند. این بیانیه برخورد پلیس را نمونهٔ دیگری از گسترش روزافزون دامنه خشونت رسمی علیه طرفداران حقوق بشر و دموکراسی در ایران پس از روی کار آمدن دولت جدید دانسته‌است.
همچنین در سالگرد ۲۲ خرداد، ۴۰ سازمان بین‌المللی حقوق بشری و حقوق زنان از جنبش زنان ایران حمایت کردند.